# Xona
|  | Aquest article tracta sobre una llengua africana. Vegeu-ne altres significats a «vaqueta (caragol)». |

El xona ˈʃoʊnə, o chiShona, és l'idioma nadiu dels xones, un poble africà. És una de les llengües nigerocongoleses de la branca de les llengües bantus del sud i 11 milions de persones la tenen com a llengua materna, bàsicament distribuïdes entre Zimbàbue i Moçambic, països on s'ensenya a les escoles (no sempre com a llengua principal).
El terme també es fa servir per identificar els pobles que parlen un dels dialectes xona: Zezuru, Karanga, Manyika i Korekore, a vegades també el Ndau. Alguns investigadors inclouen el kalanga, però altres afirmen que és una llengua diferent. El diccionari bàsic anglès-xona i xona anglès de Desmond Dale comprenen un vocabulari especial per als dialectesKaranga, Korekore, Manyika i Zezuru, però no per al Ndau o el Kalanga.

## Parlants
El xona és la més parlada de les llengües bantus pel criteri de nombre de parlants nadius. Segons Ethnologue, el xona, juntament amb els dialectes Karanga, Zezuru, i Korekore és parlat per 10,8 milions de persones. Les variants del xona manyika i ndau, relacionats separadament per Ethnologue, són parlats per 1.025.000 i 2.380.000 persones respectivament. La xifra definitiva de parlants xona seria d'uns 14,2 milions de persones. El zulu és la segona llengua bantu més parlada amb 10,3 milions de parlants segons Ethnologue.

## Instrucció

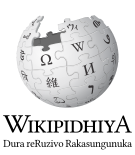
Wikipedia en xona.

El xona és una llengua escrita estàndard escrita estàndard amb ortografia i gramàtica codificades durant el segle XX i fixada en la dècada de 1950. La primera novel·la en xona, Feso de Solomon Mutswairo, fou publicada en 1957. El xona és ensenyat a les escoles però no és el mitjà general d'instrucció. Té una literatura i compta amb diccionaris monolingües i bilingües (principalment xona - anglès). El xona modern es basa en el dialecte parlat pels Karanga de la província de Masvingo, la regió al voltant de Gran Zimbàbue, i els zezuru del centre i nord de Zimbàbue. No obstant això, tots els dialectes de zona són considerats oficialment d'igual importància i s'ensenyen a les escoles locals.

## Llengües vernacles relacionades
El xona és membre de la gran família de llengües bantus. En la classificació zonal de Malcolm Guthrie la zona S10 designa un continu dialectal de varietats estretament relacionades, que inclou el xona, manyika, nambya i ndau, que es parlen a Zimbàbue i Moçambic central; Tawara i Tewe, que es troben a Moçambic; i ikalanga de Botswana i Zimbàbue occidental.

## Orígens

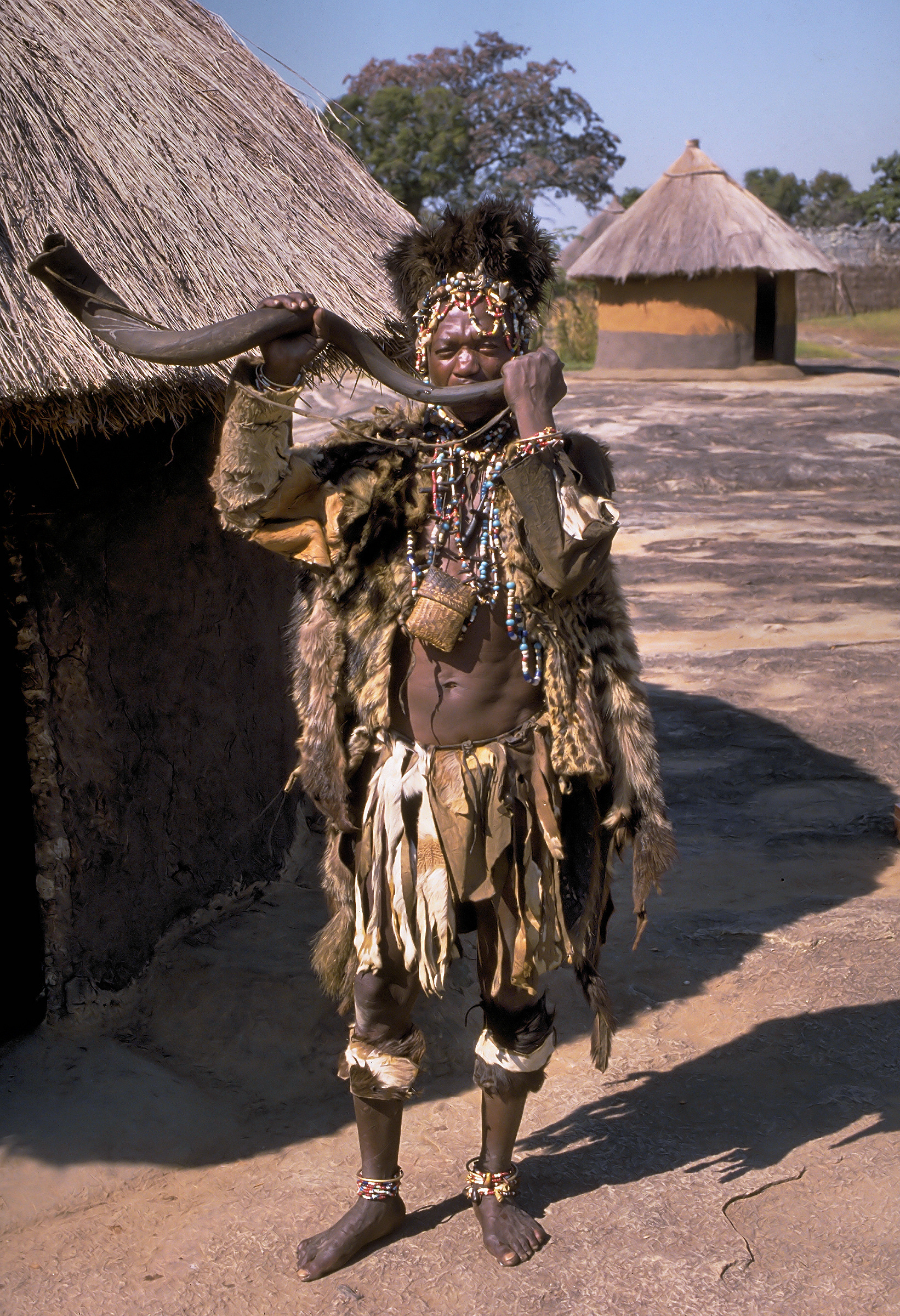
N'anga o sanador tradicional xona (Zimbàbue)

És probable que els parlants xona es traslladessin a l'actual Zimbàbue des de Mapungubwe i les comunitats K2 a Limpopo, Àfrica del Sud, abans de l'afluència d'europeus, principalment colons britànics. Una concepció errònia és que els parlants del dialecte karanga van ser absorbits per la cultura i la llengua ndebele abans de convertir-se en kalanga. Aquest error és el resultat directe de la polarització política en el marc curricular nacional de Zimbàbue. La llengua kalanga és àmpliament parlada a Botswana, on els ndebele mai van estar presents.Hom creu que el kalanga ha estat la llengua utilitzada pels mapungubweans. Si això és exacte es dedueix que el dialecte karanga del xona és derivat del Kalanga. El karanga està més a prop del Kalanga que la resta dels dialectes esmentats. Ambdós karanga i kalanga són més a prop del venda que els altres dialectes xona.

## Dialectes
El xona és utilitzat per referir-se a un llenguatge normalitzat basat en els dialectes centrals de la regió Xona. Les llengües xona formen un continu dialectal del desert de Kalahari a l'oest fins a l'oceà Índic a l'est i el riu Limpopo al sud i el riu Zambeze al nord. Si bé les llengües estan relacionades, l'evolució i la separació en els últims 1000 anys ha fet que la intel·ligibilitat mútua no sempre sigui possible sense un període d'aculturació. Per tant, els parlants de xona central tenen dificultats per comprendre parlants kalanga tot i que el lèxic pot ser compartit en més del 80% amb alguns dialectes occidentals karanga. De la mateixa manera els dialectes de l'est (Shanga) parlats a l'oceà Índic també són molt divergents. Hi ha moltes diferències dialectals en el xona, però es reconeix un dialecte estandarditzat. D'acord amb la informació d'Ethnologue (que exclou S16 Kalanga):
- Hwesa
- S14 Karanga (Chikaranga). Parlat al sud de Zimbàbue, vora Masvingo.

Subdialectes: Duma, Jena, Mhari (Mari), Ngova, Venda (no venda), Nyubi (parlat a Matabeleland al començament del període colonial i ara exgingit), Govera.
- S12 Zezuru (Chizezuru, Bazezuru, Bazuzura, Mazizuru, Vazezuru, Wazezuru). Parlat a Mashonaland i Zimbàbue central, vora Harare. Llengua estàndard.

Subdialectes: Shawasha, Gova, Mbire, Tsunga, Kachikwakwa, Harava, Nohwe, Njanja, Nobvu, Kwazvimba (Zimba).
- S11 Korekore (Xona septentrional, Goba, Gova, Shangwe). Parlat al nord de Zimbàbue, vora Mvurwi.

Subdialectes: Budya, Gova, Tande, Tavara, Nyongwe, Pfunde, Shan Gwe.
Les llengües amb la intel·ligibilitat parcial amb xona, de les quals els parlants són considerats que són ètnicament xona, són el S15 ndau, que es parla a Moçambic i Zimbàbue, i el S13 manyika, parlat a Zimbàbue oriental, prop Mutare. S'ha introduït material d'alfabetització ndau a les escoles primàries.
Maho (2009) reconeix el Korekore, Zezuru, Manyika, Karanga, i Ndau com a llengües diferents en l'agrupació xona, mentre que el Kalanga és més divergent.

## Fonologia i alfabet

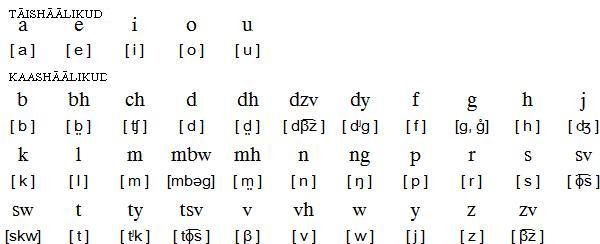
Alfabet i pronunciació xona.

El xona compta amb cinc vocals (a, e, i, o, u) pronunciades de la mateixa manera que en castellà, sons xiulats i nombroses africades, característiques de la fonètica de la regió. La seva gramàtica va estandarditzar-se als anys 50 i destaca per l'ús de prefixos nominals (la flexió es fa més amb prefixos que sufixos) i per la varietat de modes verbals, que permeten expressar diferents matisos de l'actitud del parlant cap a l'acció del verb. S'escriu en alfabet llatí. Cada síl·laba xona acaba en vocal i les consonants pertanyen a la següent síl·laba, p.ex mangwanani ("matí") se separa ma.ngwa.na.ni; "Zimbabwe" és zi.mba.bwe. Cada vocal és pronunciada separadament; per exemple, "Uno enda kupi?" (on vas?) es pronuncia [u.no.e.nda.ku.pi]. El trígraf mbw es pronuncia /mbəɡ/.

### Alfabet
| Lletra | IPA   |
| ------ | ----- |
| a      | /a/   |
| b      | /b/   |
| bh     | /b̤/   |
| ch     | /tʃ/  |
| d      | /d/   |
| dh     | /d̤/   |
| dy     | /dʲɡ/ |
| dzv    | /dβz/ |
| e      | /e/   |
| f      | /f/   |
| g      | /ɡ/   |
| h      | /h/   |
| i      | /i/   |
| j      | /dʒ/  |
| k      | /k/   |
| l      | /l/   |
| m      | /m/   |
| mh     | /m̤/   |
| n      | /n/   |
| ng     | /ŋ/   |
| o      | /o/   |
| p      | /p/   |
| r      | /rw/  |
| s      | /s/   |
| sv     | /ɸs/  |
| sw     | /skw/ |
| t      | /t/   |
| tsv    | /tɸs/ |
| ty     | /tʲk/ |
| u      | /u/   |
| v      | /β/   |
| vh     | /v/   |
| w      | /w/   |
| y      | /j/   |
| z      | /z/   |
| zv     | /βz/  |